# Lista över figurer i Frost

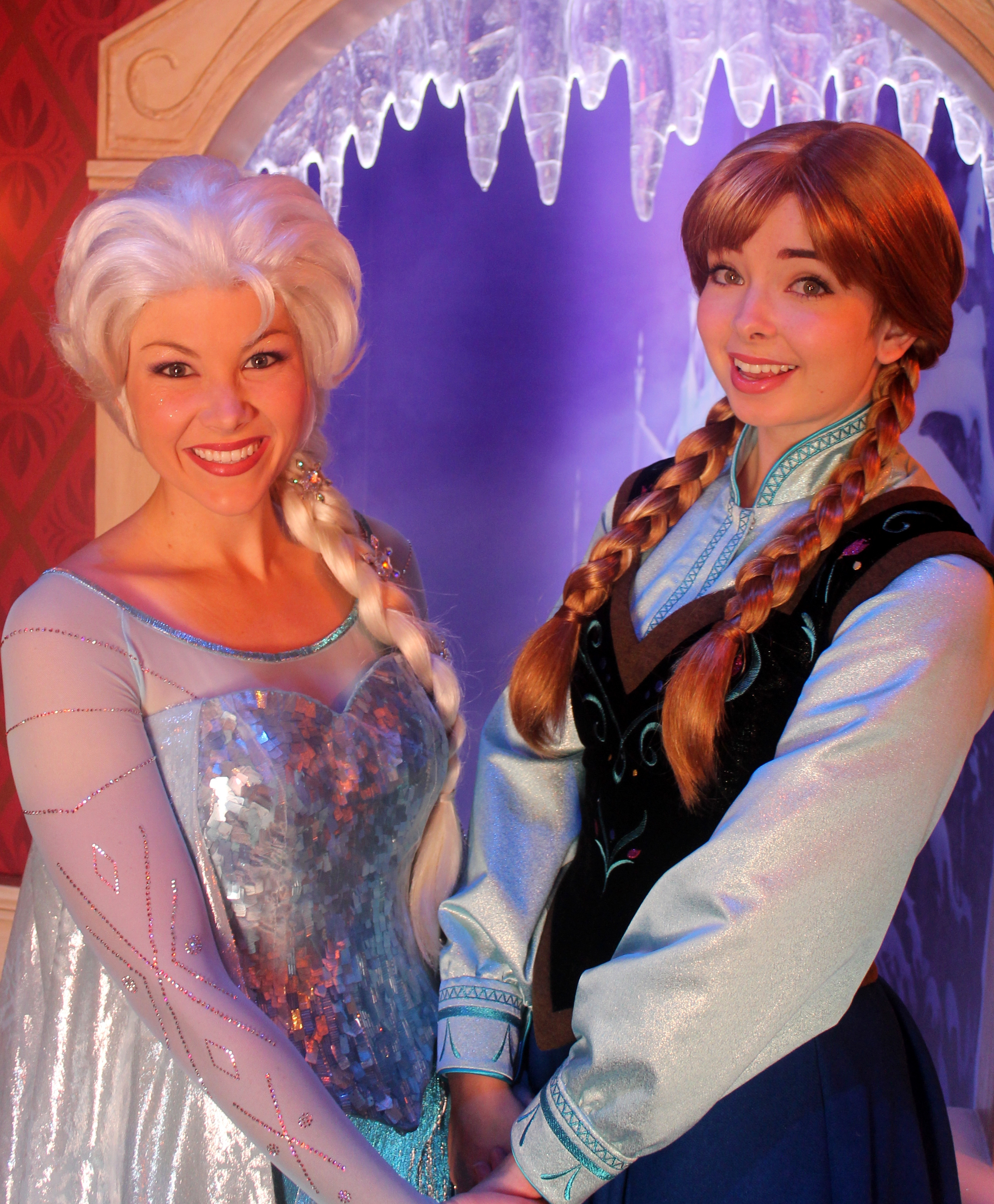
Elsa och Anna på Disneyland 2013

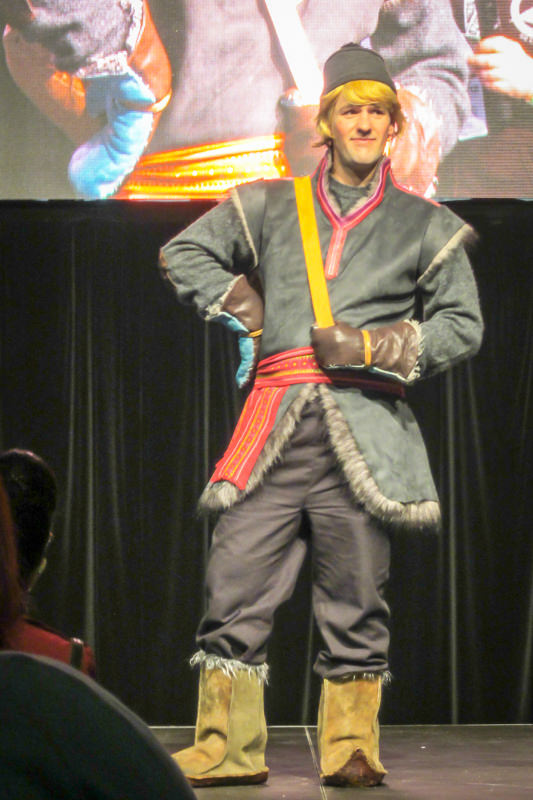
Kristoffer på Comic-con 2014

Lista över figurer i Frost redovisar huvudfigurer, återkommande figurer i filmen Frost och Frost 2 samt i kortfilmerna Frozen Fever (2015), Lego Frozen Northern Lights (2016), Olofs frostiga äventyr (2017) och Once Upon A Snowman (2020).

## Huvudkaraktärer

### Elsa
Drottning av Arendal, har magisk förmåga framkalla snö och is. Blev krönt till drottning då hon fyllt 21 år. Hon abdikerar från tronen efter Frost 2 för kunna leva nära naturen i förtrollande skogen i stället. 
| Engelskt namn | Svensk röst    | Engelsk röst |
| ------------- | -------------- | ------------ |
| Elsa          | Annika Herlitz | Idina Menzel |

### Anna
Prinsessa av Arendal, Elsas syster som är tre år yngre. Flickvän till Kristoffer och gifter sig senare. Hon tar över tronen efter Frost 2.
| Engelskt namn | Svensk röst  | Engelskt röst |
| ------------- | ------------ | ------------- |
| Anna          | Mimmi Sandén | Kristen Bell  |

### Kristoffer
Samisk ishuggare som lever på att leverera is och vara vägvisare. Växte upp bland trollen. Är Annas pojkvän och de gifter sig senare.

### Sven
Sven är en ren som drar Kristoffers släde.

### Olof
En snögubbe som Elsas magi gjort levande och bor med Anna och Elsa på slottet.
| Engelskt namn | Svensk röst     | Engelsk röst |
| ------------- | --------------- | ------------ |
| Olaf          | Nassim Al Fakir | Josh Gad     |

## Övriga magiska karaktärer skapade av Elsa
(Elsas isslott ligger i berget norr om Arendal.)

### Marshmallow
Är ett snömonster som skapats genom Elsas magi och som vaktar hennes isslott.
| Engelskt namn | Svensk röst     | Engelsk röst |
| ------------- | --------------- | ------------ |
| Marshmallow   | Urban Wrethagen | Paul Briggs  |

### Småbröderna
Är små snögubbar som Elsa råkade göra då hon blev förkyld och varje gång hon nös bildades små snögubbar som Olof kallar småbröder. De får flytta in i Elsas isslott. Presenteras första gången i kortfilmen Frostfeber.
| Engelskt namn                         | Svensk röst | Engelsk röst |
| ------------------------------------- | ----------- | ------------ |
| Snowgies, "Little brothers" (by Olaf) |             |              |

## Kungahuset i Arendal
Kung Ragnar och drottning Iduna. Dog då deras skepp förliste då flickorna var små. Kung Ragnars sista beslut var att slottet skulle stängs för allmänheten fram till Elsas myndighetsdag för att ingen skulle få reda på hennes magiska kraft. Ingen av prinsessorna får lämna slottet innan dess. Hans beslut efterföljs efter hans död och portarna öppnas först då Elsa fyller 21 år, det blir också hennes kröningsdag.
Drottning Iduna föddes i Northuldrastammen bodde där innan hon flyttade till Arendal som barn och sedermera gifte sig med Kung Ragnar som vuxen. De fick efter giftermålet Elsa och Anna med tre års mellanrum.
Kung Runar är Anna och Elsas farfar. Det var han som lät bygga Arendals slott. Hans drottning Rita är flickornas farmor.
| Engelskt namn | Svensk röst    | Engelsk röst                              |
| ------------- | -------------- | ----------------------------------------- |
| King Agnarr   | Felix Engström | Maurice LaMarche, Alfred Molina (Frost 2) |

| Engelskt namn | Svensk röst                         | Engelskt röst                            |
| ------------- | ----------------------------------- | ---------------------------------------- |
| Queen Iduna   | Nadja Weiss, Linda Olsson (frost 2) | Jennifer Lee, Evan Rachel Wood (Frost 2) |

| Engelskt namn | Svensk röst   | Engelskt röst |
| ------------- | ------------- | ------------- |
| King Runeard  | Christian Fex | Jeremy Sisto  |

## Invånare i Arendal

### Östen
Har en diversehandel i Arendal, har en affär i bergen och en i staden. Han gillar att bada bastu.
| Engelskt namn | Svensk röst    | Engelsk röst   |
| ------------- | -------------- | -------------- |
| Oaken         | Lennart Jähkel | Chris Williams |

### Biskopen av Arendal
Biskopen av Arendal var med på flickornas föräldrars begravning och på Elsas kröning. Hans namn är okänt.
| Engelskt namn | Svensk röst    | Engelsk röst |
| ------------- | -------------- | ------------ |
| Bishop        | Sten Ljunggren | Robert Pine  |

### Kaj
Kaj är chef för tjänarna/tjänarinnorna på Arendal slott och hjälper flickorna som rådgivare och förvaltare, särskilt då de var minderåriga och föräldralösa.
| Engelskt namn | Svensk röst     | Engelsk röst        |
| ------------- | --------------- | ------------------- |
| Kai           | Johan Wahlström | Stephen J. Anderson |

### Gerda
Tjänarinna på Arendal slott hjälper flickorna. Tjänat deras föräldrar också.
| Engelskt namn | Svensk röst        | Engelsk röst |
| ------------- | ------------------ | ------------ |
| Gerda         | Anna-Lotta Larsson | Edie McClurg |

## Trollen
(Trollen bor i dalen med dom levande stenarna.Som ligger mellan Arendal och bergen.)

### Trollkungen
Trollkungen/Pappsen som leder Trollen. Har magiska krafter.
| Engelskt namn    | Svensk röst     | Engelsk röst |
| ---------------- | --------------- | ------------ |
| Pabbie / Grandpa | Torsten Wahlund | Ciarán Hinds |

### Kvinnotrollet Hulda
Kvinnotrollet Hulda  som är adoptivmor till Kristoffer.
| Engelskt namn | Svensk röst            | Engelsk röst |
| ------------- | ---------------------- | ------------ |
| Bulda         | Gladys del Pilar Bergh | Maia Wilson  |

### Klas
Klas är gift med Hulda och är adoptivfar till Kristoffer.
| Engelskt namn | Svensk röst  | Engelsk röst |
| ------------- | ------------ | ------------ |
| Cliff         | Karl Rydberg | Lewis Cleale |

### Gothi
Gothi är präst.
| Engelskt namn | Svensk röst | Engelsk röst   |
| ------------- | ----------- | -------------- |
| Gothi         | Steve Kratz | Jack Whitehall |

## Invånare i förtrollade skogen

### Fyra elementen magiska andarna
(Skogen ligger norr om Arendal, när de är på väg i till skogen ser vi Elsas isslott i bakgrunden.)
Fyra stenar vid skogens början symbolisera det fyra elementen. De skyddar skogen.

#### Nokk
Vattenanden som visar sig i form en häst av is. Stoppar folk som försöker ta sig till skogen över havet. I skogen hittas flickornas föräldrars vrak men ingen vet hur skeppet har kommit ditt. Ahtohallan är en glaciär norr om skogen, som den också skyddar. Ahtohallan magiska kraft innebär att person som går in i glaciären ser det förflutna och ser mer, ju längre in man går. Men risken är du drunknar eller fryser ihjäl om du går för långt.

#### Jordjättar
Jordjättarna skyddar skogen. Men de ligger sover mesta delen av tiden då de inte tror att skogen är i fara, de vaknar så fort de tror att skogen är i fara.

#### Brisa
Vindanden. Med hennes sång leder hon Elsa till skogen.
| Sångröst (sjunger ej ord, så den används i alla språk). |
| ------------------------------------------------------- |
| Aurora Aksnes                                           |

#### Bruni
Eld-salamander är eldanden och blir vän med Elsa. Han förstår inte alltid de negativa konsekvenserna som hans eld kan skapa.

### Löjtnant Destin Mattias
Ledare för en grupp soldater från Arendal som blivit fångade i skogen. Innan han blev fångad i skogen var livvakt åt kungliga familjen då flickornas farfar var kung och på Arendals slott bibliotek finns en tavla på honom.Därför kände flickorna igen honom fast det aldrig har möt honom tidigare. Blev senare general åt drottning Anna efter Frost 2.
| Engelskt namn             | Svensk röst             | Engelsk röst      |
| ------------------------- | ----------------------- | ----------------- |
| Lieutenant Destin Mattias | John Alexander Eriksson | Sterling K. Brown |

### Yelena
Ledare för nomadiska  Northuldrastammen. Stammens kultur påminner om den samiska.
| Engelskt namn | Svensk röst   | Engelsk röst    |
| ------------- | ------------- | --------------- |
| Yelana        | Astrid Assefa | Martha Plimpton |

### Reidar
Månskäras bror, medlem av Northuldrastammen.Renskötare hans renar betar fritt i skogen.
| Engelskt namn | Svensk röst       | Engelsk röst |
| ------------- | ----------------- | ------------ |
| Ryder         | Martin Redhe Nord | Jason Ritter |

### Månskära
Reidars syster, medlem av Northuldrastammen. Hjälper sin bror med hans renar.
| Engelskt namn | Svensk röst   | Engelsk röst    |
| ------------- | ------------- | --------------- |
| Honeymaren    | Sofia Pekkari | Rachel Matthews |

## Övriga karaktärer

### Hans
Hans är prins på en av södra öarna, men är långt från tronen och försöker ta makten i Arendal genom att gifta sig med Anna och få Elsa avrättad. Hans förräderi blir upptäckt och han blir fängslad och hemskickad. Hemma utför han straffarbete vilket man får se i Frostfeber då Elsa råka skicka en snöboll över havet till södra öarna och träffar honom då han arbetar utanför ett stall.
| Engelskt namn | Svensk röst     | Engelsk röst    |
| ------------- | --------------- | --------------- |
| Hans          | Erik Segerstedt | Santino Fontana |

### Hertigen av Vessleby
Har handel med Arendal men eftersom han stöttade Hans avslutar Elsa alla förbindelser med Vessleby och utvisar honom.
| Engelskt namn | Svensk röst   | Engelsk röst |
| ------------- | ------------- | ------------ |
| Duke          | Claes Månsson | Alan Tudyk   |